# Film della Warner Bros.
Questo è un elenco dei film prodotti, co-prodotti e/o distribuiti dalla Warner Bros. e anche dalla sua sussidiaria First National Pictures attiva negli anni 1928-1960. Dal 1928 al 1936 i film della First National continuarono ad essere accreditati unicamente alla First National Pictures. Nel luglio 1936, gli azionisti della First National Pictures (in primo luogo la Warner Bros.) votò per sciogliere la società e non sono stati realizzati ulteriori distinte.
La data di uscita indicata per ogni titolo è quella statunitense.
Per una lista delle produzioni Warner italiane si rimanda alla voce dedicata a Warner Bros. Italia.

## Elenco Film

### Secolo XX

#### Anni '10
| Data             | Titolo                   | Note                         |
| ---------------- | ------------------------ | ---------------------------- |
| 10 marzo 1918    | My Four Years in Germany | Primo film della Warner      |
| Dicembre 1918    | Kaiser's Finish          | Film andato perduto          |
| Maggio 1919      | Open Your Eyes           | Esistente                    |
| 1º giugno 1919   | Beware!                  | Cortometraggio sopravvissuto |
| 30 novembre 1919 | Speed                    | Film andato perduto          |

#### Anni '20
| Data              | Titolo                                                                             | Note                                                                                    |
| ----------------- | ---------------------------------------------------------------------------------- | --------------------------------------------------------------------------------------- |
| 2 aprile 1920     | Parted Curtains                                                                    | Considerato perduto                                                                     |
| 8 agosto 1921     | School Days                                                                        | Esistente                                                                               |
| 4 settembre 1921  | Why Girls Leave Home                                                               | Considerato perduto                                                                     |
| 25 dicembre 1921  | Ashamed of Parents                                                                 | Considerato perduto                                                                     |
| 26 marzo 1922     | Your Best Friend                                                                   | Considerato perduto                                                                     |
| 24 settembre 1922 | Rags to Riches                                                                     | Considerato perduto                                                                     |
| 1º novembre 1922  | Un'avventura pericolosa (A Dangerous Adventure)                                    | Incompleto                                                                              |
| 10 dicembre 1922  | The Beautiful and Damned                                                           | Considerato perduto                                                                     |
| 24 dicembre 1922  | Heroes of the Street                                                               | Esistente                                                                               |
| 4 marzo 1923      | Brass                                                                              | Esistente                                                                               |
| 15 marzo 1923     | The Tie That Binds                                                                 | Considerato perduto                                                                     |
| Marzo 1923        | Little Church Around the Corner                                                    | Considerato perduto                                                                     |
| 25 aprile 1923    | Main Street                                                                        | Considerato perduto                                                                     |
| 1º luglio 1923    | Where the North Begins                                                             | Esistente                                                                               |
| 19 agosto 1923    | Derby d'amore (Little Johnny Jones)                                                | Considerato perduto                                                                     |
| 21 agosto 1923    | The Printer's Devil                                                                | Considerato perduto                                                                     |
| 22 settembre 1923 | The Gold Diggers                                                                   | Incompleto                                                                              |
| 4 novembre 1923   | The Country Kid                                                                    | Esistente                                                                               |
| 8 dicembre 1923   | Lucretia Lombard                                                                   | incompleto                                                                              |
| 9 dicembre 1923   | Tiger Rose                                                                         | Accorciato/incompleto                                                                   |
| 12 gennaio 1924   | Conductor 1492                                                                     | Esistente                                                                               |
| 2 febbraio 1924   | George Washington, Jr.                                                             | considerato perduto                                                                     |
| 9 febbraio 1924   | Daddies                                                                            | Esistente                                                                               |
| 10 febbraio 1924  | Matrimonio in quattro (The Marriage Circle)                                        | Esistente                                                                               |
| 30 marzo 1924     | Lord Brummel (Beau Brummel)                                                        | Esistente                                                                               |
| 1º maggio 1924    | How to Educate a Wife                                                              | Considerato perduto                                                                     |
| 31 maggio 1924    | Donne di lusso (Broadway After Dark)                                               | Solamente distribuito; considerato perduto                                              |
| 15 giugno 1924    | Babbitt                                                                            | Considerato perduto                                                                     |
| 1º luglio 1924    | Being Respectable                                                                  | Considerato perduto                                                                     |
| 24 luglio 1924    | Her Marriage Vow                                                                   | Considerato perduto                                                                     |
| 1º agosto 1924    | Cornered                                                                           | Considerato perduto                                                                     |
| 10 agosto 1924    | Lover's Lane                                                                       | Considerato perduto                                                                     |
| 25 agosto 1924    | The Tenth Woman                                                                    | Considerato perduto                                                                     |
| 1º settembre 1924 | Find Your Man                                                                      | Esistente                                                                               |
| 19 ottobre 1924   | Tre donne (Three Women)                                                            | Esistente                                                                               |
| Ottobre 1924      | This Woman                                                                         | Esistente                                                                               |
| 1º novembre 1924  | The Age of Innocence                                                               | Considerato perduto                                                                     |
| 16 novembre 1924  | The Lover of Camille                                                               | Sopravvissuto, Film Archive Austria, Vienna                                             |
| 26 novembre 1924  | Il cigno nero (The Dark Swan)                                                      | Considerato perduto                                                                     |
| 1º dicembre 1924  | The Lighthouse by the Sea                                                          | Cortometraggio sopravvissuto, molte detenzioni d'archivio                               |
| 18 dicembre 1924  | A Lost Lady                                                                        | Considerato perduto                                                                     |
| 1º febbraio 1925  | The Bridge of Sighs                                                                | Sopravvissuto, Archives Du Film Du CNC, Bois-d'Arcy                                     |
| 11 gennaio 1925   | The Narrow Street                                                                  | Considerato perduto                                                                     |
| 15 marzo 1925     | On Thin Ice                                                                        | Film andato perduto                                                                     |
| 19 marzo 1925     | I tre moschettieri del varietà (A Broadway Butterfly)                              | Considerato perduto                                                                     |
| 26 aprile 1925    | Recompense                                                                         | Film andato perduto                                                                     |
| 16 maggio 1925    | My Wife and I                                                                      | Film andato perduto                                                                     |
| 7 giugno 1925     | The Man Without a Conscience                                                       | Sopravvissuto, Danish Film Institute, Copenaghen                                        |
| 6 luglio 1925     | Eve's Lover                                                                        | Film andato perduto                                                                     |
| 13 luglio 1925    | Tracked in the Snow Country                                                        | Sopravvissuto, Cinemateket-Svenska Film institutet, Stoccolma                           |
| 25 luglio 1925    | How Baxter Butted In                                                               | Considerato perduto                                                                     |
| 1º agosto 1925    | Baciami ancora (Kiss Me Again)                                                     | Considerato perduto                                                                     |
| 6 agosto 1925     | The Woman Hater                                                                    | Film andato perduto                                                                     |
| 5 settembre 1925  | The Limited Mail                                                                   | Sopravvissuto, molte detenzioni d'archivio                                              |
| 12 settembre 1925 | The Wife Who Wasn't Wanted                                                         | Film andato perduto                                                                     |
| 19 settembre 1925 | Mille disgrazie e una fortuna (His Majesty, Bunker Bean)                           | Sopravvissuto, incompleto/versione ridotta                                              |
| 26 settembre 1925 | Below the Line                                                                     | Sopravvissuto, incompleto/versione ridotta                                              |
| 11 ottobre 1925   | Il gentiluomo cocchiere (The Man on the Box)                                       | Sopravvissuto, George Eastman and UCLA Film and Television Archive                      |
| 24 ottobre 1925   | Compromise                                                                         | Film andato perduto                                                                     |
| 25 ottobre 1925   | Bobbed Hair                                                                        | Sopravvissuto, Filmoteca de Catalunya, Barcellona                                       |
| 31 ottobre 1925   | Red Hot Tires                                                                      | Sopravvissuto, Libraria del Congresso                                                   |
| 7 novembre 1925   | Seven Sinners                                                                      | Esistente                                                                               |
| 14 novembre 1925  | Satan in Sables                                                                    | Sopravvissuto, Museum of Modern Art, New York                                           |
| 21 novembre 1925  | Rose of the World                                                                  | Considerato perduto                                                                     |
| 28 novembre 1925  | The Clash of the Wolves                                                            | Sopravvissuto, molte detenzioni d'archivio                                              |
| 5 dicembre 1925   | Three Weeks in Paris                                                               | Considerato perduto                                                                     |
| 12 dicembre 1925  | Hogan's Alley                                                                      | Sopravvissuto, incompleto/versione ridotta                                              |
| 19 dicembre 1925  | Pleasure Buyers                                                                    | Sopravvissuto, Museum of Modern Art New York                                            |
| 26 dicembre 1925  | Il ventaglio di Lady Windermere (Lady Windermere's Fan)                            | Sopravvissuto, molte detenzioni d'archivio                                              |
| 8 gennaio 1926    | The Fighting Edge                                                                  | Film andato perduto                                                                     |
| 15 gennaio 1926   | His Jazz Bride                                                                     | Film andato perduto                                                                     |
| 15 gennaio 1926   | Il mostro del mare (The Sea Beast)                                                 | Sopravvissuto, molte detenzioni d'archivio                                              |
| 22 gennaio 1926   | The Man Upstairs                                                                   | Film andato perduto                                                                     |
| 30 gennaio 1926   | The Golden Cocoon                                                                  | Film andato perduto                                                                     |
| 6 febbraio 1926   | The Caveman                                                                        | Sopravvissuto, incompleto                                                               |
| 13 febbraio 1926  | The Love Toy                                                                       | Film andato perduto                                                                     |
| 20 febbraio 1926  | Bride of the Storm                                                                 | Considerato perduto                                                                     |
| 27 febbraio 1926  | The Night Cry                                                                      | Sopravvissuto, molte detenzioni d'archivio                                              |
| 1º marzo 1926     | Non si scherza con l'amore (Why Girls Go Back Home)                                | Considerato perduto                                                                     |
| 6 marzo 1926      | The Little Irish Girl                                                              | Considerato perduto                                                                     |
| 7 marzo 1926      | Oh What a Nurse!                                                                   | Sopravvissuto, molte detenzioni d'archivio                                              |
| 13 marzo 1926     | The Gilded Highway                                                                 | Film andato perduto                                                                     |
| 17 marzo 1926     | Other Women's Husbands                                                             | Film andato perduto                                                                     |
| 20 marzo 1926     | Don Chisciotte dell'amore (The Sap)                                                | Film andato perduto                                                                     |
| 1º maggio 1926    | Hell-Bent for Heaven                                                               | Film andato perduto                                                                     |
| 14 maggio 1926    | Silken Shackles                                                                    | Considerato perduto                                                                     |
| 15 maggio 1926    | The Social Highwayman                                                              | Sopravvissuto, Cineteca Italiana, Milano                                                |
| 19 giugno 1926    | Footloose Widows                                                                   | Sopravvissuto, Biblioteca del Congresso                                                 |
| 10 luglio 1926    | The Passionate Quest                                                               | Sopravvissuto, Biblioteca del Congresso e Filmmuseum Nederland (EYE Institut)           |
| 24 luglio 1926    | A Hero of the Big Snows                                                            | Sopravvissuto, molte copie d'archivio                                                   |
| 31 luglio 1926    | La vita è un charleston (So This Is Paris)                                         | Esistente                                                                               |
| 6 agosto 1926     | Don Juan                                                                           | Sopravvissuto, molte copie d'archivio                                                   |
| 14 agosto 1926    | Broken Hearts of Hollywood                                                         | Sopravvissuto, Biblioteca del Congresso, Academy Film Archive (Beverly Hills)           |
| 2 settembre 1926  | Morte al volante (The Honeymoon Express)                                           | Film andato perduto                                                                     |
| 1º ottobre 1926   | Millionaires                                                                       | Film andato perduto                                                                     |
| 2 ottobre 1926    | Attraverso il Pacifico (Across the Pacific)                                        | Film andato perduto                                                                     |
| 16 ottobre 1926   | Per ordine del Granduca (My Official Wife)                                         | Film andato perduto                                                                     |
| 23 ottobre 1926   | The Better 'Ole                                                                    | Sopravvissuto, molte copie d'archivio                                                   |
| 30 ottobre 1926   | Private Izzy Murphy                                                                | Film andato perduto                                                                     |
| 27 novembre 1926  | While London Sleeps                                                                | Film andato perduto                                                                     |
| 1º dicembre 1926  | The Third Degree                                                                   | Sopravvissuto, Biblioteca del Congresso, Wisconsin Center For Film and Theater Research |
| 8 gennaio 1927    | Finger Prints                                                                      | Film andato perduto                                                                     |
| 15 gennaio 1927   | Wolf's Clothing                                                                    | Film andato perduto                                                                     |
| 18 gennaio 1927   | The Fortune Hunter                                                                 | Film andato perduto                                                                     |
| 22 gennaio 1927   | Don't Tell the Wife                                                                | Film andato perduto                                                                     |
| 19 febbraio 1927  | Hills of Kentucky                                                                  | Incompleto/ridotto; Kodascope                                                           |
| 26 febbraio 1927  | The Gay Old Bird                                                                   | Film andato perduto                                                                     |
| 19 marzo 1927     | White Flannels                                                                     | Film andato perduto                                                                     |
| 20 marzo 1927     | What Every Girl Should Know                                                        | Film andato perduto                                                                     |
| 9 maggio 1927     | Matinee Ladies                                                                     | Film andato perduto                                                                     |
| 23 aprile 1927    | Bitter Apples                                                                      | Film andato perduto                                                                     |
| 30 marzo 1927     | The Brute                                                                          | Film andato perduto                                                                     |
| 7 maggio 1927     | Tracked by the Police                                                              | Sopravvissuto, Biblioteca del Congresso e George Eastman House                          |
| 14 maggio 1927    | The Climbers                                                                       | Film andato perduto                                                                     |
| 21 maggio 1927    | Irish Hearts                                                                       | Film andato perduto                                                                     |
| 22 maggio 1927    | The Missing Link                                                                   | Sopravvissuto, molte copie d'archivio                                                   |
| 28 maggio 1927    | A Million Bid                                                                      | Sopravvissuto, Biblioteca del Congresso                                                 |
| 1º giugno 1927    | Simple Sis                                                                         | Film andato perduto                                                                     |
| 4 giugno 1927     | The Black Diamond Express                                                          | Film andato perduto                                                                     |
| 18 giugno 1927    | Dearie                                                                             | Film andato perduto                                                                     |
| 25 giugno 1927    | What Happened to Father?                                                           | Film andato perduto                                                                     |
| 23 luglio 1927    | The Heart of Maryland                                                              | Incompleto                                                                              |
| 20 agosto 1927    | The Bush Leaguer                                                                   | Film andato perduto                                                                     |
| 21 agosto 1927    | When a Man Loves                                                                   | Sopravvissuto, George Eastman House, Filmoteca Española (Madrid)                        |
| 27 agosto 1927    | The Desired Woman                                                                  | Film andato perduto                                                                     |
| 3 settembre 1927  | Slightly Used                                                                      | Film andato perduto                                                                     |
| 4 settembre 1927  | Old San Francisco                                                                  | Sopravvissuto, George Eastman House, Biblioteca del Congresso                           |
| 10 settembre 1927 | Jaws of Steel                                                                      | Sopravvissuto, Filmmuseum Nederlands (EYE Institut)                                     |
| 17 settembre 1927 | One-Round Hogan                                                                    | Film andato perduto                                                                     |
| 18 settembre 1927 | The First Auto                                                                     | Sopravvissuto, Biblioteca del Congresso                                                 |
| 24 settembre 1927 | A Sailor's Sweetheart                                                              | Sopravvissuto, BFI National Film and Television                                         |
| 6 ottobre 1927    | Il cantante di jazz (The Jazz Singer)                                              | Primo film parzialmente parlato                                                         |
| 8 ottobre 1927    | Sailor Izzy Murphy                                                                 | Film andato perduto                                                                     |
| 15 ottobre 1927   | La vedova del collegio (The College Widow)                                         | Film andato perduto                                                                     |
| 22 ottobre 1927   | A Reno Divorce                                                                     | Film andato perduto                                                                     |
| 29 ottobre 1927   | A Dog of the Regiment                                                              | Film andato perduto                                                                     |
| 5 novembre 1927   | Good Time Charley                                                                  | Esistente                                                                               |
| 12 novembre 1927  | The Silver Slave                                                                   | Film andato perduto                                                                     |
| 19 novembre 1927  | The Girl from Chicago                                                              | Film andato perduto                                                                     |
| 26 novembre 1927  | Ginsberg the Great                                                                 | Film andato perduto                                                                     |
| 3 dicembre 1927   | Brass Knuckles                                                                     | Sopravvissuto, Cineteca Nazionale, Roma                                                 |
| 17 dicembre 1927  | If I Were Single                                                                   | Sopravvissuto, BFI National Film and Television Archive                                 |
| 24 dicembre 1927  | Ham and Eggs at the Front                                                          | Film andato perduto                                                                     |
| 31 dicembre 1927  | Husbands for Rent                                                                  | Film andato perduto                                                                     |
| 14 gennaio 1928   | Beware of Married Men                                                              | Sopravvissuto, UCLA Film and Television Archive (Los Angeles)                           |
| 28 gennaio 1928   | A Race for Life                                                                    | Esistente                                                                               |
| 11 febbraio 1928  | The Little Snob                                                                    | Parzialmente parlato; film andato perduto                                               |
| 25 febbraio 1928  | Across the Atlantic                                                                | Parzialmente parlato                                                                    |
| 10 marzo 1928     | Powder My Back                                                                     | Film andato perduto                                                                     |
| 14 marzo 1928     | I lupi della City (Tenderloin)                                                     | Parzialmente parlato; film andato perduto                                               |
| 28 marzo 1928     | Domestic Troubles                                                                  | Film andato perduto                                                                     |
| 7 aprile 1928     | La schiava di Singapore (The Crimson City)                                         | Esistente                                                                               |
| 21 aprile 1928    | Rinty of the Desert                                                                | Film andato perduto                                                                     |
| 26 aprile 1928    | Glorious Betsy                                                                     | Parzialmente parlato                                                                    |
| 12 maggio 1928    | Pay as You Enter                                                                   | Film andato perduto                                                                     |
| 21 maggio 1928    | The Lion And The Mouse                                                             | Parzialmente parlato                                                                    |
| 26 maggio 1928    | Five and Ten Cent Annie                                                            | Parzialmente parlato; Sopravvissuto, BFI National Film and Television Archive, Londra   |
| 18 luglio 1928    | Lights of New York                                                                 | Primo film tutto parlato                                                                |
| 11 agosto 1928    | Women They Talk About                                                              | Parzialmente parlato; film andato perduto                                               |
| 25 agosto 1928    | Caught in the Fog                                                                  | Parzialmente parlato; Sopravvissuto, BFI National Film and Television Archive, Londra   |
| 25 agosto 1928    | State Street Sadie                                                                 | Parzialmente parlato; film andato perduto                                               |
| 1º settembre 1928 | Il tassì di mezzanotte (The Midnight Taxi)                                         | Parzialmente parlato; Sopravvissuto, BfI National Film and Television Archive, Londra   |
| 6 settembre 1928  | The Terror                                                                         | Tutto parlato; film andato perduto                                                      |
| 9 settembre 1928  | L'incrociatore Lafayette (Night Watch)                                             | Esistente                                                                               |
| 16 settembre 1928 | Waterfront                                                                         | Esistente                                                                               |
| 19 settembre 1928 | Il cantante pazzo (The Singing Fool)                                               | Parzialmente parlato                                                                    |
| 23 settembre 1928 | Lasciatemi ballare! (Show Girl)                                                    | Esistente                                                                               |
| 14 ottobre 1928   | Do Your Duty                                                                       | Film andato perduto                                                                     |
| 18 ottobre 1928   | Land of the Silver Fox                                                             | Parzialmente parlato; esistente, George Eastman House                                   |
| 18 ottobre 1928   | Le sette aquile (Lilac Time)                                                       | Esistente                                                                               |
| 27 ottobre 1928   | Beware of Bachelors                                                                | Parzialmente parlato; Sopravvissuto, Biblioteca del Congresso                           |
| 1º novembre 1928  | L'arca di Noè (Noah's Ark)                                                         | Parzialmente parlato                                                                    |
| 3 novembre 1928   | The Home Towners                                                                   | Tutto parlato; film andato perduto                                                      |
| 4 novembre 1928   | The Haunted House                                                                  | Parzialmente parlato                                                                    |
| 11 novembre 1928  | Crepuscolo d'amore (Outcast)                                                       | Esistente                                                                               |
| 1º dicembre 1928  | Sotto processo (On Trial)                                                          | Tutto parlato; film andato perduto                                                      |
| 2 dicembre 1928   | Adoration                                                                          | Esistente                                                                               |
| 8 dicembre 1928   | The Little Wildcat                                                                 | Parzialmente parlato; film andato perduto                                               |
| 9 dicembre 1928   | Il re della piazza (The Barker)                                                    | Sopravvissuto, Museum of Modern Art, New York                                           |
| 15 dicembre 1928  | My Man                                                                             | Parzialmente parlato; film andato perduto                                               |
| 22 dicembre 1928  | Conquest                                                                           | Tutto parlato; film andato perduto                                                      |
| 26 dicembre 1928  | The Ware Case                                                                      | Esistente                                                                               |
| 6 gennaio 1929    | L'albergo delle sorprese (Synthetic Sin)                                           | Esistente                                                                               |
| 12 gennaio 1929   | Cheyenne                                                                           | Film andato perduto                                                                     |
| 12 gennaio 1929   | I mari scarlatti (Scarlet Seas)                                                    | Esistente                                                                               |
| 26 gennaio 1929   | Fancy Baggage                                                                      | Parzialmente parlato; film andato perduto                                               |
| 27 gennaio 1929   | Sette passi verso Satana (Seven Footprints to Satan)                               | Esistente                                                                               |
| 2 febbraio 1929   | Stark Mad                                                                          | Tutto parlato; film andato perduto                                                      |
| 3 febbraio 1929   | Sette anni di gioia (His Captive Woman)                                            | Parzialmente parlato                                                                    |
| 9 febbraio 1929   | The Greyhound Limited                                                              | Parzialmente parlato                                                                    |
| 9 febbraio 1929   | The Million Dollar Collar                                                          | Parzialmente parlato; film andato perduto                                               |
| 10 febbraio 1929  | Il fiume stanco (Weary River)                                                      | Parzialmente parlato                                                                    |
| 16 febbraio 1929  | The Redeeming Sin                                                                  | Parzialmente parlato; film andato perduto                                               |
| 17 febbraio 1929  | The Lawless Legion                                                                 | Film andato perduto                                                                     |
| 17 febbraio 1929  | The Royal Rider                                                                    | Film andato perduto                                                                     |
| 23 febbraio 1929  | Stolen Kisses                                                                      | Parzialmente parlato; film andato perduto                                               |
| 28 febbraio 1929  | Gambette indiavolate (Why Be Good?)                                                | Esistente                                                                               |
| 3 marzo 1929      | Children of the Ritz                                                               | Film andato perduto                                                                     |
| 10 marzo 1929     | Saturday's Children                                                                | Parzialmente parlato; film andato perduto                                               |
| 16 marzo 1929     | One Stolen Night                                                                   | Parzialmente parlato; film andato perduto                                               |
| 23 marzo 1929     | Kid Gloves                                                                         | Parzialmente parlato; esistente al GEH                                                  |
| 24 marzo 1929     | Queen of the Night Clubs                                                           | Tutto parlato; film andato perduto                                                      |
| 24 marzo 1929     | Love and the Devil                                                                 | Esistente                                                                               |
| 30 marzo 1929     | Hardboiled Rose                                                                    | Parzialmente parlato; film andato perduto                                               |
| 31 marzo 1929     | Trafalgar (The Divine Lady)                                                        | Esistente                                                                               |
| 6 aprile 1929     | L'uomo dei monti (No Defense)                                                      | Parzialmente parlato; film andato perduto                                               |
| 8 aprile 1929     | Il canto del deserto (The Desert Song)                                             | Tutto parlato; Primo film a colori della Warner                                         |
| 18 aprile 1929    | Sonny Boy                                                                          | Tutto parlato; film andato perduto                                                      |
| 20 aprile 1929    | Frozen River                                                                       | Parzialmente parlato; film andato perduto                                               |
| 27 aprile 1929    | From Headquarters                                                                  | Parzialmente parlato; film andato perduto                                               |
| 28 aprile 1929    | House of Horror                                                                    | Parzialmente parlato                                                                    |
| 4 maggio 1929     | Gioco di bambole (Glad Rag Doll)                                                   | Parzialmente parlato; film andato perduto                                               |
| 5 maggio 1929     | La studentessa dinamica (Hot Stuff)                                                | Parzialmente parlato                                                                    |
| 9 maggio 1929     | The Squall                                                                         | Tutto parlato                                                                           |
| 12 maggio 1929    | Two Weeks Off                                                                      | Parzialmente parlato; film andato perduto                                               |
| 19 maggio 1929    | Prisoners                                                                          | Parzialmente parlato; film andato perduto                                               |
| Maggio 1929       | The Flying Scotsman                                                                | Parzialmente parlato; prodotto dalla British International Pictures e WB British        |
| 2 giugno 1929     | Careers                                                                            | Tutto parlato; film andato perduto                                                      |
| 22 giugno 1929    | La preda azzurra (Madonna of Avenue A) - conosciuto anche col titolo Gorgo d'anime | Tutto parlato; film andato perduto                                                      |
| 23 giugno 1929    | The Girl in the Glass Cage                                                         | Parzialmente parlato; film andato perduto                                               |
| 29 giugno 1929    | The Gamblers                                                                       | Tutto parlato; film andato perduto                                                      |
| 30 giugno 1929    | Ragazze d'America (Broadway Babies)                                                | Tutto parlato                                                                           |
| 7 luglio 1929     | Rondine marina (The Man and the Moment)                                            | Parzialmente parlato; film andato perduto                                               |
| 8 luglio 1929     | The Time, The Place And The Girl                                                   | Tutto parlato; film andato perduto                                                      |
| 13 luglio 1929    | On with the Show                                                                   | Tutto parlato;primo film della Warner completamente a colori                            |
| 14 luglio 1929    | Letti gemelli (Twin Beds)                                                          | Tutto parlato; film andato perduto                                                      |
| 21 luglio 1929    | Il principe amante (Drag)                                                          | Tutto parlato                                                                           |
| 28 luglio 1929    | Smiling Irish Eyes                                                                 | Tutto parlato; sequenze Technicolor; film andato perduto                                |
| 4 agosto 1929     | Hard to Get                                                                        | Tutto parlato; film andato perduto                                                      |
| 10 agosto 1929    | The Hottentot                                                                      | Tutto parlato; film andato perduto                                                      |
| 11 agosto 1929    | I contrabbandieri di New York (Dark Streets)                                       | Tutto parlato; film andato perduto                                                      |
| 17 agosto 1929    | The Argyle Case                                                                    | Tutto parlato; film andato perduto                                                      |
| 24 agosto 1929    | Papà mio! (Say It with Songs)                                                      | Tutto parlato                                                                           |
| 25 agosto 1929    | Donna senza amore (Her Private Life)                                               | Tutto parlato; film andato perduto                                                      |
| 30 agosto 1929    | Cercatrici d'oro (Gold Diggers of Broadway)                                        | Tutto parlato; tutto Technicolor; film andato perduto                                   |
| 31 agosto 1929    | Honky Tonk                                                                         | Tutto parlato; film andato perduto                                                      |
| 31 agosto 1929    | In the Headlines                                                                   | Tutto parlato; film andato perduto                                                      |
| 1º settembre 1929 | Nell'ora suprema (Fast Life)                                                       | Tutto parlato; film andato perduto                                                      |
| 7 settembre 1929  | L'uomo dai due volti (Skin Deep)                                                   | Tutto parlato; film andato perduto                                                      |
| 14 settembre 1929 | Cuori in esilio (Hearts in Exile)                                                  | Tutto parlato; film andato perduto                                                      |
| 15 settembre 1929 | The Careless Age                                                                   | Tutto parlato; film andato perduto                                                      |
| 15 settembre 1929 | Il bandito e la signorina (The Great Divide)                                       | Tutto parlato                                                                           |
| 22 settembre 1929 | A Most Immoral Lady                                                                | Tutto parlato; film andato perduto                                                      |
| 16 ottobre 1929   | Nel mar dei sargassi (The Isle of Lost Ships)                                      | Tutto parlato                                                                           |
| 17 ottobre 1929   | So Long Letty                                                                      | Tutto parlato                                                                           |
| 19 ottobre 1929   | Is Everybody Happy?                                                                | Tutto parlato; film andato perduto                                                      |
| 20 ottobre 1929   | Amoroso convegno (Young Nowheres)                                                  | Tutto parlato; film andato perduto                                                      |
| 27 ottobre 1929   | La reginetta delle canzoni (The Girl from Woolworth's)                             | Tutto parlato; film andato perduto                                                      |
| 1º novembre 1929  | Disraeli                                                                           | Tutto parlato; nomination all'Oscar per il miglior film                                 |
| 7 novembre 1929   | Paris                                                                              | Tutto parlato; part Technicolor; lost film                                              |
| 8 novembre 1929   | Mademoiselle Fifì (Footlights and Fools)                                           | Tutto parlato; film andato perduto                                                      |
| 9 novembre 1929   | The Sap                                                                            | Parzialmente parlato; film andato perduto                                               |
| 10 novembre 1929  | The Forward Pass                                                                   | Tutto parlato; film andato perduto                                                      |
| 17 novembre 1929  | Derby d'amore (Little Johnny Jones)                                                | Tutto parlato; film andato perduto                                                      |
| 24 novembre 1929  | The Sacred Flame                                                                   | Tutto parlato; film andato perduto                                                      |
| 1º dicembre 1929  | La favorita di Broadway (The Painted Angel)                                        | Tutto parlato; film andato perduto                                                      |
| 5 dicembre 1929   | Evidence                                                                           | Tutto parlato; film andato perduto                                                      |
| 8 dicembre 1929   | The Love Racket                                                                    | Tutto parlato; film andato perduto                                                      |
| 14 dicembre 1929  | The Aviator                                                                        | Tutto parlato; film andato perduto                                                      |
| 21 dicembre 1929  | Rosa tigrata (Tiger Rose)                                                          | Tutto parlato                                                                           |
| 29 dicembre 1929  | Rivista delle nazioni (The Show of Shows)                                          | Tutto parlato; part Technicolor                                                         |
| 29 dicembre 1929  | La fiamma occulta (Wedding Rings)                                                  | Tutto parlato; film andato perduto                                                      |

#### Anni '30
| 26 marzo 1930    | Nomadi del canto (Mammy)             |  |
| 23 aprile 1931   | Nemico pubblico (The Public Enemy)   |  |
| 23 febbraio 1933 | Quarantaduesima strada (42nd Street) |  |

#### Anni '40
| Data di uscita   | Titolo                     | Note |
| ---------------- | -------------------------- | --- |
| 6 gennaio 1940   | A Child Is Born            | Esistente |
| 13 gennaio 1940  | Brother Rat and a Baby     | Esistente |
| 27 gennaio 1940  | I fucilieri delle Argonne  | Esistente |
| 29 gennaio 1940  | British Intelligence       | Tutto parlato |
| 3 febbraio 1940  | Calling Philo Vance        | Esistente |
| 10 febbraio 1940 | Granny Get Your Gun        | Esistente |
| 17 febbraio 1940 | Il castello sull'Hudson    | Esistente |
| 2 marzo 1940     | Un uomo contro la morte    | Esistenteb |
| 16 marzo 1940    | Three Cheers for the Irish | Esistente |
| 23 marzo 1940    | Carovana d'eroi            | Esistente |
| 6 aprile 1940    | It All Came True           | Esistente |
| 13 aprile 1940   | King of the Lumberjacks    | Esistente |
| 20 aprile 1940   | Trovarsi ancora            | Esistente |
| 27 aprile 1940   | An Angel from Texas        | Esistente |
| 4 maggio 1940    | Tear Gas Squad             | Esistente |
| 11 maggio 1940   | Saturday's Children        | Esistente |
| 18 maggio 1940   | Flight Angels              | Esistente |
| 25 maggio 1940   | Zona torrida               | Esistente |
| 1º giugno 1940   | Murder in the Air          | Esistente |
| 8 giugno 1940    | Il vendicatore             | Esistente |
| 15 giugno 1940   | A Fugitive from Justice    | Esistente |
| 22 giugno 1940   | Gambling on the High Seas  | Esistente |
| 1º luglio 1940   | Lo sparviero del mare      | Esistente |
| 13 luglio 1940   | Paradiso proibito          | nominato all'Oscar come miglior film |
| 13 luglio 1940   | My Love Came Back          | Esistente |
| 26 novembre 1942 | Casablanca                 | vincitore dell'Oscar al miglior film e di altri 2 Oscar; conservato nel National Film Registry della Biblioteca del Congresso degli Stati Uniti |
| 10 giugno 1949   | Sempre più notte           | Esistente |

#### Anni '50
| Data di uscita  | Titolo                     | Note                  |
| --------------- | -------------------------- | --------------------- |
| 28 gennaio 1950 | Più forte dell'odio        |                       |
| 25 aprile 1953  | La maschera di cera        |                       |
| 30 maggio 1953  | I cavalieri di Allah       |                       |
| 13 giugno 1953  | Il risveglio del dinosauro |                       |
| 19 giugno 1954  | Assalto alla terra         |                       |
| 27 ottobre 1955 | Gioventù bruciata          | girato in CinemaScope |

#### Anni '70
| Data              | Titolo                                                                   | Note |
| ----------------- | ------------------------------------------------------------------------ | --- |
| 14 gennaio 1970   | La poiana vola sul tetto (Last of the Mobile Hot Shots)                  | |
| 4 febbraio 1970   | Fate la rivoluzione senza di noi (Start the Revolution Without Me)       | |
| 11 febbraio 1970  | Distruggete Frankenstein! (Frankenstein Must Be Destroyed)               | Solamente distribuito negli USA; prodotto dalla Hammer Films |
| Marzo 1970        | Luna zero due (Moon Zero Two)                                            | |
| 26 marzo 1970     | Woodstock - Tre giorni di pace, amore e musica (Woodstock)               | |
| 15 aprile 1970    | Quando baci una sconosciuta (Once You Kiss a Stranger)                   | |
| 6 maggio 1970     | The Phynx                                                                | |
| 13 maggio 1970    | La ballata di Cable Hogue (The Ballad of Cable Hogue)                    | |
| 7 giugno 1970     | Una messa per Dracula (Taste the Blood of Dracula)                       | Solamente distribuito negli USA; prodotto dalla Hammer Films |
| 29 luglio 1970    | Chisum (Chisum)                                                          | |
| 3 agosto 1970     | Sadismo (Performance)                                                    | Co-prodotto con la Goodtimes Enterprises |
| 4 settembre 1970  | Scusi, dov'è il fronte? (Which Way to the Front?)                        | |
| 20 ottobre 1970   | Coniglio, non scappare (Rabbit, Run)                                     | |
| 24 ottobre 1970   | Il terrore di Londra (Trog)                                              | Solamente distribuito negli USA; prodotto dalla Herman Cohen Productions |
| 12 novembre 1970  | The Rise and Rise of Michael Rimmer                                      | Co-prodotto con la David Paradine Productions e la London Weekend Television |
| 20 novembre 1970  | Sergente flep indiano ribelle (Flap)                                     | |
| 25 dicembre 1970  | Uomini e cobra (There Was a Crooked Man...)                              | |
| 26 febbraio 1971  | La moglie del prete                                                      | Solamente distribuito negli USA |
| 11 marzo 1971     | L'uomo che fuggì dal futuro (THX 1138)                                   | Co-prodotto con l'American Zoetrope |
| 17 marzo 1971     | Quando i dinosauri si mordevano la coda (When Dinosaurs Ruled the Earth) | Solamente distribuito negli USA; prodotto dalla Hammer Films |
| 9 aprile 1971     | Quell'estate del '42 (Summer of '42)                                     | Nomination al Golden Globe per il miglior film drammatico |
| 1º maggio 1971    | Billy Jack                                                               | Distribuito |
| 17 giugno 1971    | Morte a Venezia                                                          | Co-prodotto con Alfa Cinematografica S.r.l. e PECF |
| 24 giugno 1971    | I compari (McCabe & Mrs. Miller)                                         | |
| 25 giugno 1971    | Una squillo per l'ispettore Klute (Klute)                                | |
| 14 luglio 1971    | Dusty and Sweets McGee                                                   | |
| 16 luglio 1971    | I diavoli (The Devils)                                                   | |
| 1º agosto 1971    | 1975: Occhi bianchi sul pianeta Terra (The Omega Man)                    | |
| 25 agosto 1971    | Medicine Ball Caravan                                                    | |
| 30 settembre 1971 | Il magliaro a cavallo (Skin Game)                                        | |
| 6 ottobre 1971    | Zeppelin (Zeppelin)                                                      | |
| 24 novembre 1971  | Uomo bianco, va' col tuo dio! (Man in the Wilderness)                    | |
| 19 dicembre 1971  | Arancia meccanica (A Clockwork Orange)                                   | Nomination all'Oscar al miglior film Nomination al Golden Globe per il miglior film drammatico                                                                                           |
| 23 dicembre 1971  | Ispettore Callaghan: il caso Scorpio è tuo! (Dirty Harry)                | |
| 13 gennaio 1972   | I cowboys (The Cowboys)                                                  | |
| 2 febbraio 1972   | Grande slalom per una rapina (Snow Job)                                  | Co-prodotto con la Englund-Rissien Productions |
| 25 febbraio 1972  | Dealing: Or the Berkeley-to-Boston Forty-Brick Lost-Bag Blues            | |
| 10 marzo 1972     | Ma papà ti manda sola? (What's Up, Doc?)                                 | |
| 24 maggio 1972    | Malcolm X (Malcolm X)                                                    | |
| Giugno 1972       | La frusta e la forca (Adam's Woman)                                      | |
| 19 giugno 1972    | Se non faccio quello non mi diverto (Portnoy's Complaint)                | |
| 29 giugno 1972    | Il candidato (The Candidate)                                             | |
| 29 giugno 1972    | Harlem detectives (Come Back, Charleston Blue)                           | |
| 30 luglio 1972    | Un tranquillo weekend di paura (Deliverance)                             | Nomination all'Oscar al miglior film Nomination al Golden Globe per il miglior film drammatico                                                                                           |
| Agosto 1972       | Apache (Cry for Me, Billy)                                               | |
| 4 agosto 1972     | Super Fly                                                                | |
| 21 settembre 1972 | Cancel My Reservation                                                    | |
| 24 settembre 1972 | Karl e Kristina (Utvandrarna)                                            | Solamente distribuito negli USA; nomination all'Oscar al miglior film |
| 17 novembre 1972  | 1972: Dracula colpisce ancora! (Dracula AD 1972)                         | Solamente distribuito negli USA; prodotto dalla Hammer Films |
| 22 novembre 1972  | La notte del furore (Rage)                                               | Co-prodotto con la Getty & Fromkess Corporation |
| 29 novembre 1972  | Crescendo... con terrore (Crescendo)                                     | Solamente distribuito negli USA; prodotto dalla Hammer Films |
| 21 dicembre 1972  | Corvo rosso non avrai il mio scalpo! (Jeremiah Johnson)                  | |
| 31 gennaio 1973   | Una squillo per quattro svitati (Steelyard Blues)                        | |
| 7 febbraio 1973   | Quel maledetto colpo al Rio Grande Express (The Train Robbers)           | Solo distribuito; prodotto dalla Batjac Productions |
| 1º marzo 1973     | Il ladro che venne a pranzo (The Thief Who Came to Dinner)               | |
| 21 marzo 1973     | Cinque dita di violenza (King Boxer)                                     | Solamente distribuito negli USA; prodotto dalla Shaw Brothers Studio |
| 10 aprile 1973    | Class of '44                                                             | |
| 11 aprile 1973    | Lo spaventapasseri (Scarecrow)                                           | |
| 14 giugno 1973    | Un rebus per l'assassino (The Last of Sheila)                            | |
| 17 giugno 1973    | Una pazza storia d'amore (Blume in Love)                                 | |
| 20 giugno 1973    | O Lucky Man! (O Lucky Man!)                                              | |
| 11 luglio 1973    | La stella di latta (Cahill U.S. Marshal)                                 | |
| 13 luglio 1973    | Cleopatra Jones: Licenza di uccidere (Cleopatra Jones)                   | |
| 25 luglio 1973    | L'agente speciale Mackintosh (The Mackintosh Man)                        | |
| 19 agosto 1973    | I 3 dell'Operazione Drago (Enter the Dragon)                             | Co-prodotto con la Concord Production Inc.; distribuito con la Golden Harvest |
| 7 settembre 1973  | Effetto notte (La nuit américaine)                                       | Solamente distribuito negli USA; prodotto da Les Films du Carrosse, PECF e PIC |
| 19 settembre 1973 | Impara a conoscere il tuo coniglio (Get to Know Your Rabbit)             | Co-prodotto con l'Acrobatic Motion Works West |
| 14 ottobre 1973   | Mean Streets - Domenica in chiesa, lunedì all'inferno (Mean Streets)     | Distribuito; co-prodotto con Taplin - Perry - Scorsese Productions |
| 15 ottobre 1973   | La rabbia giovane (Badlands)                                             | Distribuito; co-prodotto con Pressman Williams, Jill Jakes Production e Badlands Company                                                                                                 |
| 24 ottobre 1973   | The All-American Boy                                                     | |
| 26 ottobre 1973   | La nuova terra (Nybyggarna)                                              | Solamente distribuito negli USA; prodotto dalla Svensk Filmindustri |
| 7 novembre 1973   | Azione esecutiva (Executive Action)                                      | |
| 21 dicembre 1973  | Jimi Hendrix                                                             | |
| 21 dicembre 1973  | La rossa ombra di Riata (The Deadly Trackers)                            | Solamente distribuito; prodotto da Cine Films Inc. |
| 25 dicembre 1973  | Una 44 magnum per l'ispettore Callaghan (Magnum Force)                   | |
| 26 dicembre 1973  | L'esorcista (The Exorcist)                                               | Distribuito e co-prodotto con la Hoya Production; nomination all'Oscar al miglior film Vincitore del Golden Globe per il miglior film drammatico                                         |
| Gennaio 1974      | Il killer dagli occhi a mandorla (Da sha shou)                           | Solamente distribuito negli USA; prodotto dalla Shaw Brothers Studio |
| 28 gennaio 1974   | Johnny lo svelto (Black Belt Jones)                                      | Solamente distribuito; prodotto da Sequoia Productions e Sequoin Films |
| 6 febbraio 1974   | È una sporca faccenda, tenente Parker! (McQ)                             | |
| 7 febbraio 1974   | Mezzogiorno e mezzo di fuoco (Blazing Saddles)                           | Co-prodotto con Crossbow Productions |
| 27 marzo 1974     | Mame (Mame)                                                              | Co-prodotto con l'ABC |
| 10 aprile 1974    | Our Time                                                                 | |
| Maggio 1974       | Arrow Beach - La spiaggia della paura (Welcome to Arrow Beach)           | Solamente distribuito; prodotto da Brut Productions |
| 17 maggio 1974    | Con tanti cari... cadaveri detective Stone (Black Eye)                   | |
| 19 maggio 1974    | Una donna chiamata moglie (Zandy's Bride)                                | |
| Giugno 1974       | Il buio macchiato di rosso (Craze)                                       | Solamente distribuito negli USA; prodotto da Harbour Productions Limited |
| 19 giugno 1974    | L'uomo terminale (The Terminal Man)                                      | |
| 26 luglio 1974    | Uptown Saturday Night                                                    | |
| 14 agosto 1974    | Black Samson                                                             | |
| Ottobre 1974      | Baby Killer (It's Alive)                                                 | Co-prodotto con Larco Productions |
| Ottobre 1974      | Los Angeles squadra criminale (Hangup)                                   | |
| 3 ottobre 1974    | La rinuncia (The Abdication)                                             | |
| Novembre 1974     | ...E vivono tutti felici e contenti (Animals Are Beautiful People)       | Solamente distribuito; prodotto da Mimosa Films |
| 9 dicembre 1974   | Alice non abita più qui (Alice Doesn't Live Here Anymore)                | |
| 14 dicembre 1974  | L'inferno di cristallo (The Towering Inferno)                            | Nomination all'Oscar al miglior film distribuito internazionalmente; co-prodotto con la 20th Century Fox, la Irwin Allen Productions e la United Films                                   |
| 20 dicembre 1974  | Black Christmas (Un Natale rosso sangue) (Black Christmas)               | Solamente distribuito negli USA; prodotto da Film Funding, Vision IV, CFDC, Famous Players e August Films                                                                                |
| 25 dicembre 1974  | Una strana coppia di sbirri (Freebie and the Bean)                       | |
| 2 febbraio 1975   | Rafferty and the Gold Dust Twins                                         | |
| 14 marzo 1975     | Prigioniero della seconda strada (The Prisoner of Second Avenue)         | |
| 19 marzo 1975     | Yakuza (The Yakuza)                                                      | |
| 23 maggio 1975    | Big Boss (Lepke)                                                         | Solamente distribuito; prodotto da AmeriEuro Pictures Corp |
| Giugno 1975       | Doc Savage, l'uomo di bronzo (Doc Savage: The Man of Bronze)             | |
| Giugno 1975       | The Wicker Man (The Wicker Man)                                          | Solamente distribuito negli USA; prodotto da British Lion Film Corporation |
| 11 giugno 1975    | Bersaglio di notte (Night Moves)                                         | |
| 25 giugno 1975    | Detective Harper: acqua alla gola (The Drowning Pool)                    | Solamente distribuito; prodotto da First Artists, Coleytown/Turman-Foster Production |
| 11 luglio 1975    | Operazione casinò d'oro (Cleopatra Jones and the Casino of Gold)         | |
| 21 settembre 1975 | Quel pomeriggio di un giorno da cani (Dog Day Afternoon)                 | Nomination all'Oscar al miglior film; nomination al Golden Globe per il miglior film drammatico                                                                                          |
| 10 ottobre 1975   | Lisztomania (Lisztomania)                                                | Solamente distribuito; prodotto da Goodtimes Enterprises e Visual Programme Systems |
| 11 ottobre 1975   | Let's Do It Again                                                        | |
| Novembre 1975     | E l'alba si macchiò di rosso (Operation Daybreak)                        | Solamente distribuito; prodotto da Howard R. Schuster, Inc./American Allied Pictures Feature., Ceskoslovenský Filmexport, Barrandov Studios e Vista                                      |
| 2 novembre 1975   | Gli avventurieri del pianeta Terra (The Ultimate Warrior)                | |
| 18 dicembre 1975  | Barry Lyndon (Barry Lyndon)                                              | Co-prodotto con Peregrine e Hawk Films nomination all'Oscar al miglior film; nomination al Golden Globe per il miglior film drammatico                                                   |
| gennaio 1976      | Operazione Siegfried                                                     | |
| 25 febbraio 1976  | Catherine & Co.                                                          | |
| aprile 1976       | Hot Potato                                                               | |
| 7 aprile 1976     | Sparkle                                                                  | |
| 9 aprile 1976     | Tutti gli uomini del presidente                                          | Nominee of the Academy Award for Best Picture Nominee of the Golden Globe Award for Best Motion Picture – Drama                                                                          |
| 4 giugno 1976     | Ode to Billy Joe                                                         | |
| 30 giugno 1976    | The Outlaw Josey Wales                                                   | |
| 7 28 1976         | The Gumball Rally                                                        | |
| 12 agosto 1967    | The Ritz                                                                 | Nominee of the Golden Globe Award for Best Motion Picture – Musical or Comedy |
| 1º settembre 1976 | Candidato all'obitorio                                                   | |
| ottobre 1976      | The Killer Inside Me                                                     | |
| 20 ottobre 1976   | Led Zeppelin: The Song Remains the Same                                  | |
| 17 dicembre 1976  | È nata una stella                                                        | Winner of the Golden Globe Award for Best Motion Picture – Musical or Comedy |
| 22 dicembre 1976  | Cielo di piombo, ispettore Callaghan                                     | |
| 10 febbraio 1977  | The Late Show                                                            | |
| 31 marzo 1977     | Brothers                                                                 | |
| giugno 1977       | Viva Knievel!                                                            | |
| 17 giugno 1977    | L'esorcista II - L'eretico                                               | Distribuito |
| 1º luglio 1977    | Il circuito della paura (Greased Lightning)                              | |
| 15 luglio 1977    | Outlaw Blues                                                             | |
| 3 agosto 1977     | One on One                                                               | |
| 29 settembre 1977 | Bobby Deerfield                                                          | international Distribuito; co-produced with Columbia Pictures |
| 7 ottobre 1977    | Bentornato,Dio!                                                          | plus two sequels |
| 7 ottobre 1977    | A Piece of the Action                                                    | |
| 14 ottobre 1977   | Starship Invasions                                                       | |
| 20 novembre 1977  | Il branco                                                                | |
| 30 novembre 1977  | Goodbye amore mio! (The Goodbye Girl)                                    | Nominee of the Academy Award for Best Picture Winner of the Golden Globe Award for Best Motion Picture – Musical or Comedy USA distribution only; co-production with Metro-Goldwyn-Mayer |
| 21 dicembre 1977  | The Gauntlet                                                             | |
| 29 gennaio 1978   | A Night Full of Rain                                                     | |
| 17 marzo 1978     | An Enemy of the People                                                   | |
| 17 marzo 1978     | Il principe e il povero                                                  | solo distribuito |
| 197March 18, 1978 | Straight Time                                                            | |
| 197April 14, 1978 | The Medusa Touch                                                         | USA distribution only; produced by ITC Entertainment |
| 197May 10, 1978   | It Lives Again                                                           | |
| 197May 19, 1978   | The Sea Gypsies                                                          | |
| 197May 26, 1978   | Big Wednesday                                                            | |
| 197June 2, 1978   | Capricorn One                                                            | USA distribution only; produced by ITC Entertainment |
| 14 luglio 1978    | The Swarm                                                                | |
| 28 luglio 1978    | Hooper                                                                   | |
| agosto 1978       | Girlfriends                                                              | |
| 6 ottobre 1978    | Who Is Killing the Great Chefs of Europe?                                | |
| 6 ottobre 1978    | Una strada chiamata domani                                               | |
| 1º novembre 1978  | The Great Bank Hoax                                                      | |
| novembre 1978     | Movie Movie                                                              | Nominee of the Golden Globe Award for Best Motion Picture – Musical or Comedy USA distribution only; produced by ITC Entertainment                                                       |
| 15 dicembre 1978  | Superman                                                                 | Distribuito |
| 20 dicembre 1978  | Every Which Way but Loose                                                | |
| 9 febbraio 1979   | Agatha                                                                   | Distribuito |
| 12 marzo 1979     | Boulevard Nights                                                         | |
| April 1979        | Ashanti                                                                  | Distribuito |
| April 1979        | Tilt                                                                     | |
| 27 aprile 1979    | A Little Romance                                                         | Distribuito; with Orion Pictures |
| 18 maggio 1979    | Beyond the Poseidon Adventure                                            | |
| 23 maggio 1979    | Over the Edge                                                            | Distribuito; with Orion Pictures |
| 15 giugno 1979    | Una strana coppia di suoceri                                             | |
| 22 giugno 1979    | Ma che sei tutta matta?                                                  | |
| 4 luglio 1979     | The Wanderers - I nuovi guerrieri                                        | Distribuito; with Orion Pictures |
| 13 luglio 1979    | The Frisco Kid                                                           | |
| 17 agosto 1979    | Life of Brian                                                            | co-Distribuito with Orion Pictures, produced by Handmade Films |
| 31 agosto 1979    | L'uomo venuto dall'impossibile                                           | Distribuito; with Orion Pictures |
| 9 30 1979         | The Bugs Bunny/Road Runner Movie                                         | |
| 5 ottobre 1979    | 10                                                                       | Nominee of the Golden Globe Award for Best Motion Picture – Musical or Comedy Distribuito; with Orion Pictures                                                                           |
| 19 ottobre 1979   | Jesus                                                                    | distribution only; produced by The Genesis Project |
| 26 ottobre 1979   | The Great Santini                                                        | Distribuito; with Orion Pictures |
| 2 novembre 1979   | Promises in the Dark                                                     | Distribuito; with Orion Pictures |
| 1º dicembre 1979  | Vivere alla grande                                                       | |

#### Anni '80
- Shining (The Shining), regia di Stanley Kubrick (1980)
- Chi tocca il giallo muore (The Big Brawl), regia di Robert Clouse (1980)
- Le 1001 favole di Bugs Bunny (Bugs Bunny's 3rd Movie: 1001 Rabbit Tales), regia di Friz Freleng, Robert McKimson e Chuck Jones (1982)
- Gremlins, regia di Joe Dante (1984)
- Arma letale (Lethal Weapon), regia di Richard Donner (1987)
- Full Metal Jacket, regia di Stanley Kubrick (1987)
- Batman, regia di Tim Burton (1989)
- Arma letale 2 (Lethal Weapon 2), regia di Richard Donner (1989)

#### Anni '90
| Data             | Titolo                                    | Note                                                        |
| ---------------- | ----------------------------------------- | ----------------------------------------------------------- |
| 16 luglio 1993   | Free Willy - Un amico da salvare          |                                                             |
| 30 marzo 1994    | Thumbelina - Pollicina                    |                                                             |
| 29 luglio 1994   | Black Beauty                              |                                                             |
| 7 ottobre 1994   | Le avventure di Stanley                   |                                                             |
| 10 maggio 1996   | Twister                                   | Co-produzione con Universal Pictures e Amblin Entertainment |
| 15 novembre 1996 | Space Jam                                 |                                                             |
| 15 maggio 1998   | La spada magica - Alla ricerca di Camelot |                                                             |
| 6 agosto 1999    | Il gigante di ferro                       |                                                             |
| 10 dicembre 1999 | Il miglio verde                           |                                                             |

### Secolo XXI

#### Anni 2000
| Data di uscita   | Titolo                             | Note |
| ---------------- | ---------------------------------- | --- |
| 10 agosto 2001   | Osmosis Jones                      | co-prodotto con Warner Bros. Feature Animation e Conundrum Entertainment |
| 3 luglio 2002    | Le superchicche - Il film          | prodotto da Cartoon Network Studios (parte integrante di AOL Time Warner) co-distribuito con Cartoon Network a livello internazionale                                                |
| 17 novembre 2006 | Happy Feet                         | co-prodotto con Village Roadshow Pictures, Animal Logic e Kennedy-Miller Productions                                                                                                 |
| 7 marzo 2008     | 10.000 AC                          | co-prodotto con Legendary Pictures, Centropolis Entertainment e The Mark Gordon Company                                                                                              |
| 10 aprile 2008   | Il barone rosso                    | distribuito da Warner Bros. Pictures a livello internazionale ad eccezione degli Stati Uniti                                                                                         |
| 11 aprile 2008   | Chaos Theory                       | co-prodotto con Warner Independent Pictures e Castle Rock Entertainment |
| 25 aprile 2008   | Harold & Kumar - Due amici in fuga | prodotto da New Line Cinema (parte integrante di Time Warner), Mandate Pictures e Kingsgate Films primo film prodotto da New Line Cinema dopo l'acquisizione da parte di Time Warner |
| 9 maggio 2008    | Speed Racer                        | co-prodotto con Village Roadshow Pictures, Silver Pictures, Anarchos Productions, Velocity Productions e Sechste Babelsberg Film                                                     |
| 30 maggio 2008   | Sex and the City                   | prodotto da New Line Cinema (parte integrante di Time Warner) e HBO Films |
| 20 giugno 2008   | Agente Smart - Casino totale       | co-prodotto con Village Roadshow Pictures, Di Bonaventura Pictures, Mosaic Media Group e Mad Chance Callahan Filmworks                                                               |
| 2 luglio 2008    | Kit Kittredge: An American Girl    | prodotto da New Line Cinema (parte integrante di Time Warner), HBO Films, Picturehouse e American Girl Movies                                                                        |
| 11 luglio 2008   | Viaggio al centro della Terra      | prodotto da New Line Cinema (parte integrante di Time Warner) e Walden Media |
| 18 luglio 2008   | Il cavaliere oscuro                | co-prodotto con Legendary Pictures, DC Comics e Syncopy Films |
| 25 novembre 2009 | Ninja Assassin                     | co-prodotto con Legendary Pictures, Dark Castle Entertainment, Silver Pictures, Di Bonaventura Pictures e Anarchos Productions                                                       |
| 11 dicembre 2009 | Invictus - L'invincibile           | co-prodotto con Spyglass Entertainment, Revelations Entertainment, Malpaso Productions e Mace Neufeld Productions                                                                    |
| 25 dicembre 2009 | Sherlock Holmes                    | co-prodotto con Village Roadshow Pictures, Silver Pictures e Di Bonaventura Pictures                                                                                                 |

#### Anni 2010
- Fuori controllo (Edge of Darkness), regia di Martin Campbell (2010)
- Appuntamento con l'amore (Valentine's Day), regia di Garry Marshall (2010)
- Poliziotti fuori - Due sbirri a piede libero (Cop Out), regia di Kevin Smith (2010)
- Scontro tra titani (Clash of the Titans), regia di Louis Leterrier (2010)
- The Losers, regia di Sylvain White (2010)
- Nightmare (A Nightmare on Elm Street), regia di Samuel Bayer (2010)
- Sex and the City 2, regia di Michael Patrick King (2010)
- Jonah Hex, regia di Jimmy Hayward (2010)
- Inception, regia di Christopher Nolan (2010)
- Cani & gatti - La vendetta di Kitty (Cats & Dogs: The Revenge of Kitty Galore), regia di Brad Peyton (2010)
- Amore a mille... miglia (Going the Distance), regia di Nanette Burstein (2010)
- The Town, regia di Ben Affleck (2010)
- Il regno di Ga'Hoole - La leggenda dei guardiani (Legend of the Guardians: The Owls of Ga'Hoole), regia di Zack Snyder (2010)
- Tre all'improvviso (Life As We Know It), regia di Greg Berlanti (2010)
- Hereafter, regia di Clint Eastwood (2010)
- Parto col folle (Due Date), regia di Todd Phillips (2010)
- Harry Potter e i Doni della Morte - Parte 1 (Harry Potter and the Deathly Hallows - Part 1), regia di David Yates (2010)
- L'orso Yoghi (Yogi Bear), regia di Eric Brevig (2010)

| Data di uscita    | Titolo                                        | Note |
| ----------------- | --------------------------------------------- | --- |
| 28 gennaio 2011   | Il rito                                       | co-prodotto con New Line Cinema e TriBeCa Productions |
| 18 febbraio 2011  | Unknown - Senza identità                      | co-prodotto con StudioCanal, Dark Castle Entertainment, Deutscher Filmforderfonds, Babelsberg Studio, Canal+, OCS, Ciné+, Direct 8 e M6 Films distribuito da Warner Bros. Pictures a livello internazionale ad eccezione di Regno Unito, Germania e Francia |
| 25 febbraio 2011  | Libera uscita                                 | co-prodotto con New Line Cinema e Conundrum Entertainment |
| 11 marzo 2011     | Cappuccetto rosso sangue                      | co-prodotto con Appian Way Productions |
| 25 marzo 2011     | Sucker Punch                                  | co-prodotto con Legendary Pictures e Cruel and Unusual Films |
| 8 aprile 2011     | Arturo                                        | co-prodotto con MBST Entertainment, BenderSpink e Langley Park Productions |
| 6 maggio 2011     | Something Borrowed - L'amore non ha regole    | co-prodotto con Alcon Entertainment |
| 26 maggio 2011    | Una notte da leoni 2                          | co-prodotto con Legendary Pictures e Green Hat Films |
| 17 giugno 2011    | Lanterna Verde                                | co-prodotto con DC Entertainment |
| 8 luglio 2011     | Come ammazzare il capo... e vivere felici     | co-prodotto con New Line Cinema e Rat Entertainment |
| 15 luglio 2011    | Harry Potter e i Doni della Morte - Parte 2   | co-prodotto con Heyday Films |
| 29 luglio 2011    | Crazy, Stupid, Love                           | co-prodotto con Carousel Productions e Di Novi Pictures |
| 12 agosto 2011    | Final Destination 5                           | co-prodotto con New Line Cinema |
| 2 settembre 2011  | La pelle che abito                            | distribuito da Warner Bros. Pictures a livello internazionale |
| 9 settembre 2011  | Contagion                                     | co-prodotto con Participant Media, ImageNation Abu Dhabi e Double Features Films |
| 16 settembre 2011 | Top Cat - Il film                             | co-prodotto con Ánima Estudios |
| 23 settembre 2011 | L'incredibile storia di Winter il delfino     | co-prodotto con Alcon Entertainment |
| 30 settembre 2011 | Dream House                                   | co-prodotto con Morgan Creek Productions distribuito da Warner Bros. Pictures a livello internazionale ad eccezione degli Stati Uniti |
| 4 novembre 2011   | Harold & Kumar - Un Natale da ricordare       | co-prodotto con New Line Cinema, Mandate Pictures e Kingsgate Films |
| 11 novembre 2011  | J. Edgar                                      | co-prodotto con Imagine Entertainment, Malpaso Productions e Wintergreen Productions |
| 18 novembre 2011  | Happy Feet 2                                  | co-prodotto con Village Roadshow Pictures |
| 9 dicembre 2011   | Capodanno a New York                          | co-prodotto con New Line Cinema e Karz Entertainment |
| 16 dicembre 2011  | Sherlock Holmes - Gioco di ombre              | co-prodotto con Village Roadshow Pictures, Silver Pictures e Di Bonaventura Pictures |
| 25 dicembre 2011  | Molto forte, incredibilmente vicino           | co-prodotto con Scott Rudin Productions nominato all'Oscar come miglior film |
| 13 gennaio 2012   | Joyful Noise - Armonie del cuore              | co-prodotto con Alcon Entertainment |
| 10 febbraio 2012  | Viaggio nell'isola misteriosa                 | co-prodotto con New Line Cinema, Walden Media e Contrafilm |
| 2 marzo 2012      | Project X - Una festa che spacca              | co-prodotto con Sliver Pictures e Green Hat Films |
| 30 marzo 2012     | La furia dei titani                           | co-prodotto con Legendary Pictures, Thunder Road Films e Mace Neufeld Productions |
| 20 aprile 2012    | Ho cercato il tuo nome                        | co-prodotto con Village Roadshow Pictures, Di Novi Pictures e Langley Park Productions |
| 11 maggio 2012    | Dark Shadows                                  | co-prodotto con Village Roadshow Pictures, GK Films, Infinitum Nihil e The Zanuck Company |
| 25 maggio 2012    | Chernobyl Diaries - La mutazione              | co-prodotto con Alcon Entertainment, FilmNation Entertainment e PWP |
| 15 giugno 2012    | Rock of Ages                                  | co-prodotto con New Line Cinema, Corner Stone Entertainment, Material Pictures, Offspring Entertainment e Maguire Entertainment |
| 29 giugno 2012    | Magic Mike                                    | co-prodotto con FilmNation Entertainment |
| 20 luglio 2012    | Il cavaliere oscuro - Il ritorno              | co-prodotto con Legendary Pictures e Syncopy Films |
| 10 agosto 2012    | Candidato a sorpresa                          | co-prodotto con Gary Sanchez Productions e Everyman Pictures |
| 24 agosto 2012    | The Apparition                                | co-prodotto con Babelsberg Studios e Dark Castle Entertainment |
| 21 settembre 2012 | Di nuovo in gioco                             | co-prodotto con Malpaso Productions |
| 12 ottobre 2012   | Argo                                          | co-prodotto con GK Films e Smokehouse Pictures vincitore dell'Oscar al miglior film e di altri 2 Oscar |
| 14 dicembre 2012  | Lo Hobbit - Un viaggio inaspettato            | co-prodotto con Metro-Goldwyn-Mayer, New Line Cinema e WingNut Films |
| 11 gennaio 2013   | Gangster Squad                                | co-prodotto con Village Roadshow Pictures e Langley Park Productions |
| 1º marzo 2013     | Il cacciatore di giganti                      | co-prodotto con New Line Cinema, Legendary Pictures, Original Film, Big Kid Pictures e Bad Hat Harry |
| 8 marzo 2013      | Gli amanti passeggeri                         | distribuito da Warner Bros. Pictures a livello internazionale |
| 15 marzo 2013     | L'incredibile Burt Wonderstone                | co-prodotto con New Line Cinema, Benderspink e Carousel Productions |
| 12 aprile 2013    | 42 - La vera storia di una leggenda americana | co-prodotto con Legendary Pictures |
| 10 maggio 2013    | Il grande Gatsby                              | co-prodotto con Village Roadshow Pictures, Bazmark Productions e Red Wagon Entertainment |
| 23 maggio 2013    | Una notte da leoni 3                          | co-prodotto con Legendary Pictures e Green Hat Films |
| 14 giugno 2013    | L'uomo d'acciaio                              | co-prodotto con Legendary Pictures, DC Entertainment, Cruel and Unusual Films e Syncopy Films film fondativo del DC Extended Universe |
| 12 luglio 2013    | Pacific Rim                                   | co-prodotto con Legendary Pictures |
| 19 luglio 2013    | L'evocazione - The Conjuring                  | co-prodotto con New Line Cinema, The Safran Company e Evergreen Media Groupfilm film fondativo dell'universo di The Conjuring |
| 7 agosto 2013     | Come ti spaccio la famiglia                   | co-prodotto con New Line Cinema |
| 30 agosto 2013    | Getaway - Via di fuga                         | co-prodotto con Dark Castle Entertainment e After Dark Films |
| 20 settembre 2013 | Prisoners                                     | distribuito da Warner Bros. Pictures in Italia, Canada, Stati Uniti e Spagna |
| 4 ottobre 2013    | Gravity                                       | co-prodotto con Heyday Films e Esperanto Filmoj nominato all'Oscar come miglior film e vincitore di 7 Oscar |
| 13 ottobre 2013   | Mindscape                                     | distribuito da Warner Bros. Pictures a livello internazionale |
| 13 dicembre 2013  | Lo Hobbit - La desolazione di Smaug           | co-prodotto con Metro-Goldwyn-Mayer, New Line Cinema e WingNut Films |
| 25 dicembre 2013  | Il grande match                               | co-prodotto con Gerber Pictures, RatPac Entertainment e Callahan Filmworks |
| 7 febbraio 2014   | The LEGO Movie                                | co-prodotto con Warner Animation Group, Village Roadshow Pictures, Vertigo Entertainment, RatPac Entertainment e Lin Pictures |
| 14 febbraio 2014  | Storia d'inverno                              | co-prodotto con Village Roadshow Pictures, Mace Neufeld Productions, Marc Platt Productions e Weed Road Pictures |
| 7 marzo 2014      | 300 - L'alba di un impero                     | co-prodotto con Legendary Pictures, Cruel and Unusual Films, Atmosphere Pictures, Hollywood Gang Films e Skylark Productions |
| 14 marzo 2014     | Veronica Mars - Il film                       | co-prodotto con Mace Neufeld Productions, Spoondolie Productions e Warner Bros. Digital Distribution |
| 16 maggio 2014    | Godzilla                                      | co-prodotto con Legendary Pictures e Toho film fondativo del Monsterverse |
| 23 maggio 2014    | Insieme per forza                             | co-prodotto con Gulfstream Pictures, Happy Madison Productions e Flower Films |
| 6 giugno 2014     | Edge of Tomorrow - Senza domani               | co-prodotto con Village Roadshow Pictures, RatPac Entertainment, 3 Arts Entertainment e Viz Productions |
| 20 giugno 2014    | Jersey Boys                                   | co-prodotto con Malpaso Productions, GK Films e RatPac Entertainment |
| 4 luglio 2014     | Tammy                                         | co-prodotto con New Line Cinema, Gary Sanchez Productions e On the Day Productions |
| 8 agosto 2014     | Into the Storm                                | co-prodotto con New Line Cinema, Village Roadshow Pictures e Broken Road Productions |
| 22 agosto 2014    | Resta anche domani                            | prodotto da New Line Cinema (parte integrante di Time Warner), Metro-Goldwyn-Mayer e Di Novi Pictures |
| 12 settembre 2014 | L'incredibile storia di Winter il delfino 2   | co-prodotto con Alcon Entertainment |
| 19 settembre 2014 | This Is Where I Leave You                     | co-prodotto con Spring Creek Pictures e 21 Laps Entertainment |
| 3 ottobre 2014    | Annabelle                                     | co-prodotto con New Line Cinema, The Safran Company e Atomic Monster Productions film appartenente all'universo di The Conjuring |
| 10 ottobre 2014   | The Judge                                     | co-prodotto con Alcon Entertainment, Imagine Entertainment, Reliance Entertainment e Black Label Media |
| 7 novembre 2014   | Interstellar                                  | co-prodotto con Paramount Pictures, Legendary Pictures, Syncopy Films e Lynda Obst Productions distribuito da Warner Bros. Pictures a livello internazionale ad eccezione degli Stati Uniti                                                                 |
| 9 settembre 2016  | Sully                                         | co-prodotto con Village Roadshow Pictures, RatPac Entertainment, Malpaso Productions, The Kennedy/Marshall Company, Playtone e Flashlight Films |
| 23 settembre 2016 | Cicogne in missione                           | co-prodotto con Warner Animation Group |
| 14 ottobre 2016   | The Accountant                                | co-prodotto con Electric City Entertainment e Zero Gravity Management |
| 18 novembre 2016  | Animali fantastici e dove trovarli            | co-prodotto con Heyday Films e Weed Road Pictures |
| 16 dicembre 2016  | Collateral Beauty                             | prodotto da New Line Cinema (parte integrante di Time Warner), Village Roadshow Pictures, PalmStar Media, Merced Media, Likely Story, Anonymous Content e Overbrook Entertainment                                                                           |
| 25 dicembre 2016  | La legge della notte                          | co-prodotto con Appian Way Productions e Pearl Street Films |
| 10 febbraio 2017  | LEGO Batman - Il film                         | co-prodotto con DC Entertainment, The LEGO Group, Warner Animation Group, Lin Pictures, Vertigo Entertainment, Lord Miller Productions e Animal Logic |
| 17 febbraio 2017  | Botte da prof.                                | prodotto da New Line Cinema (parte integrante di Time Warner), Village Roadshow Pictures, 21 Laps Entertainment e Wrigley Pictures |
| 10 marzo 2017     | Kong: Skull Island                            | co-prodotto con Legendary Pictures e Tencent Pictures film appartenente al MonsterVerse |
| 24 marzo 2017     | CHiPs                                         | co-prodotto con Primate Pictures |
| 7 aprile 2017     | Insospettabili sospetti                       | co-prodotto con New Line Cinema, Village Roadshow Pictures e De Line Pictures |
| 18 aprile 2017    | 10050 Cielo Drive                             | prodotto da New Line Cinema (parte integrante di Time Warner) e The Safran Company |
| 21 aprile 2017    | L'amore criminale                             | co-prodotto con Di Novi Pictures |
| 12 maggio 2017    | King Arthur - Il potere della spada           | co-prodotto con Village Roadshow Pictures, Weed Road Pictures, Safe House Pictures e Ritchie/Wigram Productions |
| 19 maggio 2017    | Noi siamo tutto                               | distribuito da Warner Bros. Pictures a livello internazionale |
| 2 giugno 2017     | Wonder Woman                                  | co-prodotto con DC Films, Cruel and Unusual Films e Mandy Films film appartenente al DC Extended Universe |
| 30 giugno 2017    | Casa casinò                                   | prodotto da New Line Cinema (parte integrante di Time Warner), Village Roadshow Pictures, Good Universe e Gary Sanchez Productions |
| 21 luglio 2017    | Dunkirk                                       | co-prodotto con RatPac-Dune Entertainment e Syncopy Films vincitore di 3 Oscar |
| 11 agosto 2017    | Annabelle 2: Creation                         | co-prodotto con New Line Cinema, Atomic Monster Productions e The Safran Company |
| 8 settembre 2017  | It                                            | co-prodotto con New Line Cinema, Lin Pictures, Vertigo Entertainment e KatzSmith Productions |
| 22 settembre 2017 | LEGO Ninjago - Il film                        | co-prodotto con Warner Animation Group, Lin Pictures, Animal Logic, Lord Miller Productions e Vertigo Entertainment |
| 6 ottobre 2017    | Blade Runner 2049                             | distribuito da Warner Bros. Pictures o da Sony Pictures a seconda dei diversi Paesi |
| 6 ottobre 2017    | Toc Toc                                       | distribuito da Warner Bros. Pictures a livello internazionale |
| 20 ottobre 2017   | Geostorm                                      | co-prodotto con Electric Entertainment e Skydance Media |
| 17 novembre 2017  | Justice League                                | co-prodotto con DC Films, Atlas Entertainment, Cruel and Unusual Films e RatPac-Dune Entertainment film appartenente al DC Extended Universe |
| 1º dicembre 2017  | The Disaster Artist                           | co-prodotto con New Line Cinema, Point Grey Pictures, Good Universe e Rabbit Bandini Productions |
| 22 dicembre 2017  | 2 gran figli di...                            | co-prodotto con Alcon Entertainment, The Montecito Picture Company e DMG Entertainment |
| 9 febbraio 2018   | Ore 15:17 - Attacco al treno                  | co-prodotto con Village Roadshow Pictures, RatPac Entertainment e Malpaso Productions |
| 23 febbraio 2018  | Game Night - Indovina chi muore stasera?      | co-prodotto con New Line Cinema, RatPac Entertainment, Davis Entertainment e Aggregate Films |
| 16 marzo 2018     | Tomb Raider                                   | co-prodotto con Metro-Goldwyn-Mayer, Square Enix e GK Films |
| 29 marzo 2018     | Ready Player One                              | co-prodotto con Village Roadshow Pictures, Amblin Entertainment, De Line Pictures e Farah Films & Management |
| 13 aprile 2018    | Rampage - Furia animale                       | co-prodotto con New Line Cinema, Flynn Picture Company, Wrigley Pictures, Seven Bucks Productions e ASAP Entertainment |
| 11 maggio 2018    | Life of the Party - Una mamma al college      | prodotto da New Line Cinema (parte integrante di Time Warner) e On the Day Productions |
| 6 giugno 2018     | Rainbow Days                                  | co-prodotto con New Line Cinema e Shochiku |
| 8 giugno 2018     | Ocean's 8                                     | co-prodotto con Village Roadshow Pictures, Rahway Road Pictures e Larger Than Life Productions |
| 15 giugno 2018    | Prendimi!                                     | prodotto da New Line Cinema (parte integrante di WarnerMedia) e Broken Road Productions |
| 20 luglio 2018    | Bleach                                        | prodotto e distribuito da Warner Bros. Pictures a livello internazionale |
| 27 luglio 2018    | Teen Titans Go! - Il film                     | co-prodotto con Warner Bros. Animation e DC Entertainment |
| 10 agosto 2018    | Shark - Il primo squalo                       | co-prodotto con Gravity Pictures, Flagship Entertainment, Apelles Entertainment, Di Bonaventura Pictures e Maeday Productions |
| 15 agosto 2018    | Crazy & Rich                                  | co-prodotto con Color Force e Ivanhoe Pictures |
| 7 settembre 2018  | The Nun - La vocazione del male               | co-prodotto con New Line Cinema film appartenente all'universo di The Conjuring |
| 28 settembre 2018 | Smallfoot - Il mio amico delle nevi           | co-prodotto con Warner Animation Group e Zaftig Film |
| 5 ottobre 2018    | A Star Is Born                                | co-prodotto con Metro-Goldwyn-Mayer, Live Nation Productions, Joint Effort e Gerber Pictures vincitore di 1 Oscar |
| 16 novembre 2018  | Animali fantastici - I crimini di Grindelwald | co-prodotto con Heyday Films e Wigram Productions |
| 21 novembre 2018  | Creed II                                      | co-prodotto con Metro-Goldwyn-Mayer, New Line Cinema e Chartoff-Winkler Productions distribuito da Warner Bros. Pictures a livello internazionale ad eccezione degli Stati Uniti film appartenente alla saga di Rocky                                       |
| 29 novembre 2018  | Mowgli - Il figlio della giungla              | co-prodotto con The Imaginarium e Netflix |
| 30 novembre 2018  | Un viaggio indimenticabile                    | co-prodotto con Barefoot Films |
| 13 dicembre 2018  | They Shall Not Grow Old - Per sempre giovani  | co-prodotto con WingNut Films |
| 14 dicembre 2018  | Il corriere - The Mule                        | co-prodotto con Imperative Entertainment, Bron Creative e Malpaso Productions |
| 21 dicembre 2018  | Aquaman                                       | co-prodotto con DC Films, The Safran Company e Cruel and Unusual Films film appartenente al DC Extended Universe |
| 8 febbraio 2019   | The LEGO Movie 2 - Una nuova avventura        | co-prodotto con Warner Animation Group, Rideback, Vertigo Entertainment, Lord Miller Productions e Animal Logic |
| 13 febbraio 2019  | Non è romantico?                              | co-prodotto con New Line Cinema e Bron Creative |
| 21 febbraio 2019  | Il mostro di St. Pauli                        | co-prodotto con Bombero International e Pathé Film |
| 15 marzo 2019     | Nancy Drew e il passaggio segreto             | co-prodotto con A Very Good Production |
| 5 aprile 2019     | Shazam!                                       | co-prodotto con New Line Cinema, DC Films, The Safran Company, Flynn Picture Company e Seven Bucks Productions film appartenente al DC Extended Universe |
| 19 aprile 2019    | La Llorona - Le lacrime del male              | co-prodotto con New Line Cinema e Atomic Monster Productions film appartenente all'universo di The Conjuring |
| 10 maggio 2019    | Pokémon: Detective Pikachu                    | distribuito da Warner Bros. Pictures a livello internazionale |
| 17 maggio 2019    | Il sole è anche una stella                    | co-distribuito con Metro-Goldwyn-Mayer a livello internazionale |
| 31 maggio 2019    | Godzilla II - King of the Monsters            | co-prodotto con Legendary Pictures film appartenente al MonsterVerse |
| 14 giugno 2019    | Shaft                                         | prodotto da New Line Cinema (parte integrante di WarnerMedia) e Davis Entertainment |
| 26 giugno 2019    | Annabelle 3                                   | prodotto da New Line Cinema (parte integrante di WarnerMedia), Atomic Monster Productions e The Safran Company film appartenente all'universo di The Conjuring                                                                                              |
| 9 agosto 2019     | Le regine del crimine                         | prodotto da New Line Cinema (parte integrante di WarnerMedia), Bron Creative e DC Vertigo |
| 14 agosto 2019    | Blinded by the Light - Travolto dalla musica  | distribuito da New Line Cinema (parte integrante di WarnerMedia) a livello internazionale ad eccezione di Regno Unito, Australia e Nuova Zelanda |
| 6 settembre 2019  | It - Capitolo due                             | prodotto da New Line Cinema (parte integrante di WarnerMedia), Rideback, Vertigo Entertainment and KatzSmith Productions |
| 13 settembre 2019 | Il cardellino                                 | co-prodotto con Color Force e Amazon Studios |
| 4 ottobre 2019    | Joker                                         | co-prodotto con Village Roadshow Pictures, DC Films e Bron Creative Leone d'Oro al miglior film vincitore di 2 Oscar |
| 25 ottobre 2019   | Western Stars                                 | co-prodotto con New Line Cinema |
| 1º novembre 2019  | Motherless Brooklyn - I segreti di una città  | co-prodotto con Class 5 Films e MWM Studios |
| 8 novembre 2019   | Doctor Sleep                                  | co-prodotto con Intrepid Pictures, Weed Road e Vertigo Entertainment |
| 15 novembre 2019  | L'inganno perfetto                            | prodotto da New Line Cinema (parte integrante di WarnerMedia) e Bron Creative |
| 13 dicembre 2019  | Richard Jewell                                | co-prodotto con Malpaso Productions, Misher Films e Appian Way Productions |
| 25 dicembre 2019  | Il diritto di opporsi                         | co-prodotto con Macro Media e Gil Netter Productions |

#### Anni 2020
- Birds of Prey e la fantasmagorica rinascita di Harley Quinn (Birds of Prey and the Fantabulous Emancipation of One Harley Quinn), regia di Cathy Yan (2020)
- Tornare a vincere (The Way Back), regia di Gavin O'Connor (2020)
- Scooby! (Scoob!), regia di Tony Cervone (2020)
- An American Pickle, regia di Brandon Trost (2020)
- Tenet, regia di Christopher Nolan (2020)
- Le streghe (The Witches), regia di Robert Zemeckis (2020)
- Superintelligence, regia di Ben Falcone (2020)
- Lasciali parlare (Let Them All Talk), regia di Steven Soderbergh (2020)
- Wonder Woman 1984, regia di Patty Jenkins (2020)
- Locked Down, regia di Doug Liman (2021)
- Fino all'ultimo indizio (The Little Things), regia di John Lee Hancock (2021)
- Judas and the Black Messiah, regia di Shaka King (2021)
- Tom & Jerry, regia di Tim Story (2021)
- Zack Snyder's Justice League, regia di Zack Snyder (2021)
- Godzilla vs. Kong, regia di Adam Wingard (2021)
- Mortal Kombat, regia di Simon McQuoid (2021)
- Quelli che mi vogliono morto (Those Who Wish Me Dead), regia di Taylor Sheridan (2021)
- The Conjuring - Per ordine del diavolo (The Conjuring: The Devil Made Me Do It), regia di Michael Chaves (2021)
- In the Heights - Sognando a New York (In The Heights), regia di Jon M. Chu (2021)
- No Sudden Move, regia di Steven Soderbergh (2021)
- Space Jam: New Legends (Space Jam: A New Legacy), regia di Malcolm D. Lee (2021)
- The Suicide Squad - Missione suicida (The Suicide Squad), regia di James Gunn (2021)
- Frammenti dal passato - Reminiscence (Reminiscence), regia di Lisa Joy (2021)
- Malignant, regia di James Wan (2021)
- Cry Macho - Ritorno a casa (Cry Macho), regia di Clint Eastwood (2021)
- I molti santi del New Jersey (The Many Saints of Newark), regia di Alan Taylor (2021)
- Dune, regia di Denis Villeneuve (2021)
- Una famiglia vincente - King Richard (King Richard), regia di Reinaldo Marcus Green (2021)
- Natale a 8 Bit (8-Bit Christmas), regia di Michael Dowse (2021)
- Matrix Resurrections (The Matrix Resurrections), regia di Lana Wachowski (2021)
- Madres paralelas, regia di Pedro Almodóvar (2021) - solo distribuzione
- L'arma dell'inganno - Operazione Mincemeat (Operation Mincemeat), regia di John Madden (2021) - solo distribuzione
- The Batman, regia di Matt Reeves (2022)
- Kimi, regia di Steven Soderbergh (2022)
- Animali fantastici - I segreti di Silente (Fantastic Beasts: The Secrets of Dumbledore), regia di David Yates (2022)
- Elvis, regia di Baz Luhrmann (2022)
- DC League of Super-Pets, regia di Jaren Stern (2022)
- Don't Worry Darling, regia di Olivia Wilde (2022)
- Black Adam, regia di Jaume Collet-Serra (2022)
- Shazam! Furia degli dei (Shazam! Fury of the Gods), regia di David F. Sandberg (2023)
- Barbie, regia di Greta Gerwig (2023) - Film con il maggior incasso di sempre di Warner Bros.
- Wonka, regia di Paul King (2023)
- Aquaman e il regno perduto (Aquaman and the Lost Kingdom), regia di James Wan (2023)
- Dune - Parte due (Dune: Part Two), regia di Denis Villeneuve (2024)
- Godzilla e Kong - Il nuovo impero (Godzilla x Kong - The New Empire), regia di Adam Wingard (2024)
- Twisters, regia di Lee Isaac Chung (2024) - co-produzione con Universal Pictures e Amblin Entertainment
- Trap, regia di M. Night Shyamalan (2024)
- Beetlejuice Beetlejuice, regia di Tim Burton (2024)
- La stanza accanto (The Room Next Door), regia di Pedro Almodóvar (2024)
- Joker: Folie à Deux, regia di Todd Phillips (2024)
- Mickey 17, regia di Bong Joon-ho (2025)
- Un film Minecraft (A Minecraft Movie), regia di Jared Hess (2025)
- The Alto Knights - I due volti del crimine (The Alto Knights), regia di Barry Levinson (2025)
- A Working Man, regia di David Ayer (2025)
- F1 - Il film (F1: The Movie), regia di Joseph Kosinski (2025)
- Superman, regia di James Gunn (2025)
- Una battaglia dopo l'altra (One Battle After Another), regia di Paul Thomas Anderson (2025)